# Heilige Familiekerk (Moeskroen)

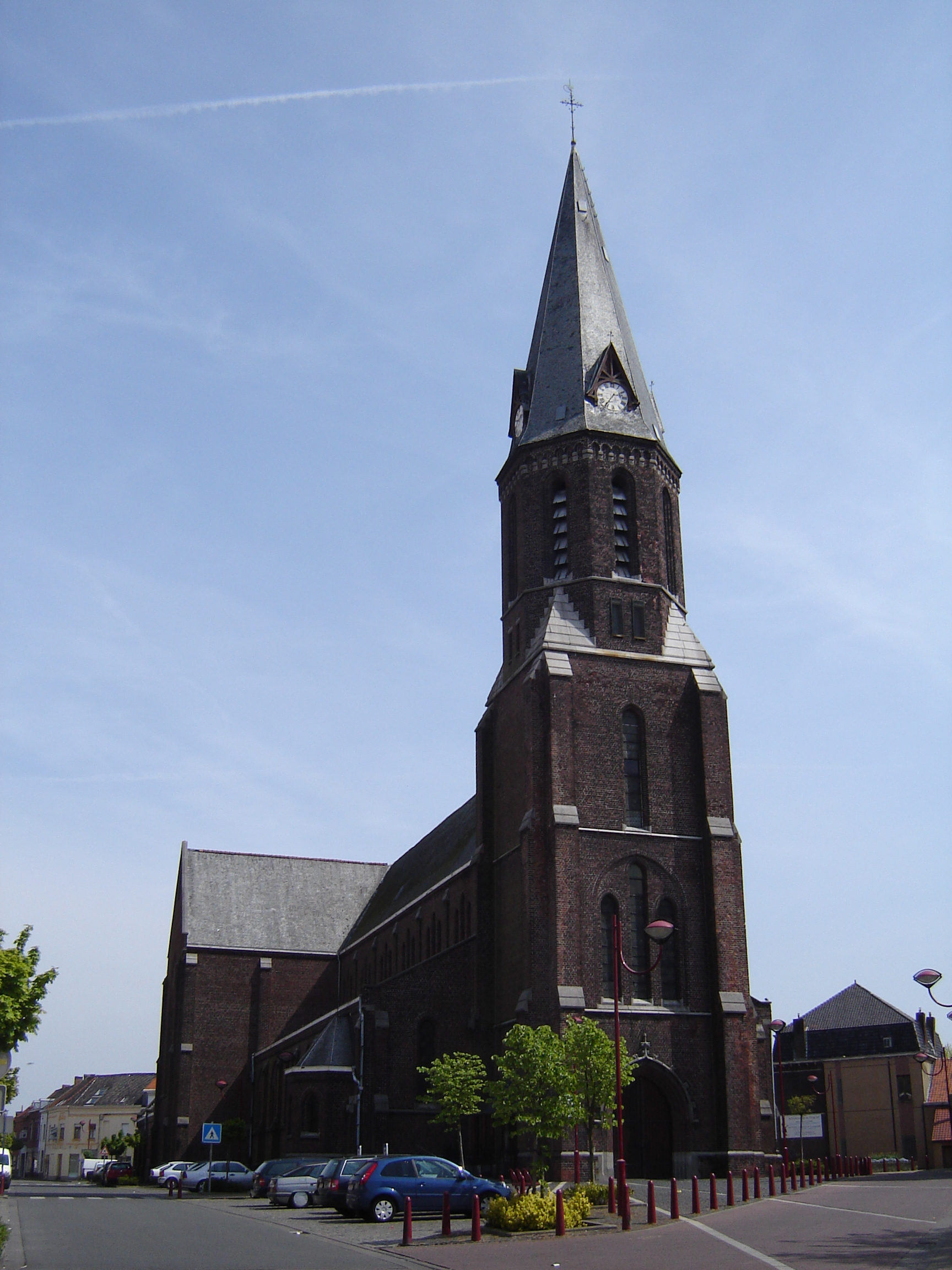
Heilige Familiekerk

De Heilige Familiekerk is de parochiekerk van de wijk Le Tuquet die behoort tot de Henegouwse stad Moeskroen, gelegen aan het Tuquetplein 14.
Deze grote bakstenen neogotische kruisbasiliek werd van 1903-1904 gebouwd naar ontwerp van Jules Carette. Hij heeft een voorgebouwde westtoren met achtkante klokkengeleding. Het koor wordt geflankeerd door kapellen.